# Freja Werth
Freja Felicia Kristina Werth, född den 3 mars 2002 i Arild, är en svensk basketspelare som spelar för collegelaget University of San Francisco. Hon representerar även det svenska damlandslaget och är uttagen till den svenska truppen inför europamästerskapen i basketboll 2025.